# Le Plessis-Grammoire
Le Plessis-Grammoire is een gemeente in het Franse departement Maine-et-Loire (regio Pays de la Loire). De plaats maakt deel uit van het arrondissement Angers. Le Plessis-Grammoire telde op 1 januari 2022 2.649 inwoners.

## Geografie
De oppervlakte van Le Plessis-Grammoire bedroeg op 1 januari 2022 9,14 vierkante kilometer; de bevolkingsdichtheid was toen 289,8 inwoners per km².

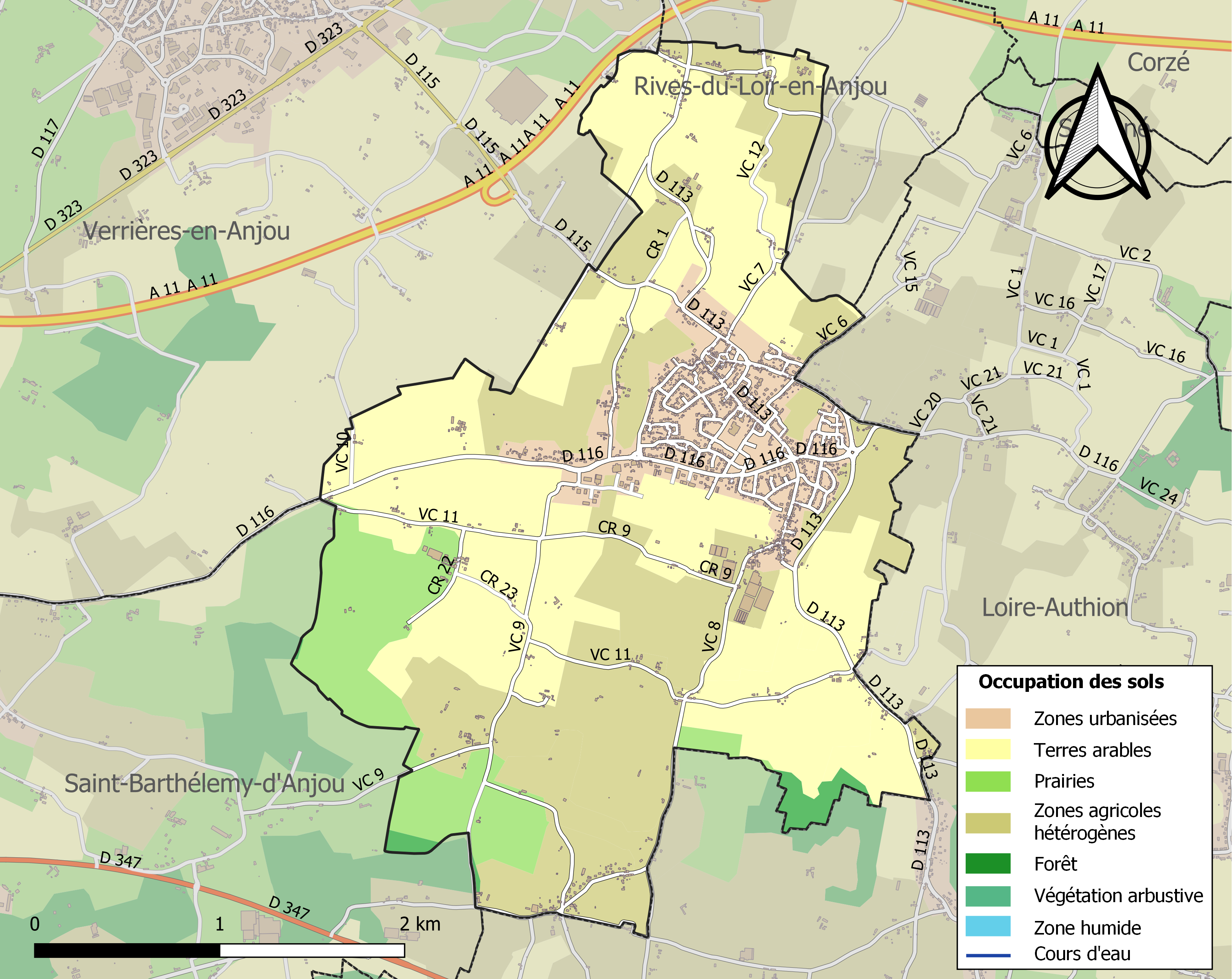
Kaart van de gemeente met de belangrijkste infrastructuur, bodemgebruik en omliggende gemeenten

## Demografie
Onderstaande figuur toont het verloop van het inwonertal (bron: INSEE-tellingen).